# 혈색소병증
혈색소병증(血色素病症, 영어: hemoglobinopathy) 또는 헤모글로빈병증은 주로 적혈구에 영향을 미치는 유전성 혈액 장애 및 질병의 의학적 용어이다. 그들은 단일 유전자 장애이며 대부분의 경우 상염색체 공동 우성 형질로 유전된다.
헤모글로빈 유전자의 돌연변이로 인한 비정상적인 구조적 헤모글로빈 변이체와 정상적인 헤모글로빈 분자의 과소 생산으로 인한 지중해 빈혈의 두 가지 주요 그룹이 있다. 주요 구조적 헤모글로빈 변이체는 HbS, HbE 및 HbC이다. 지중해빈혈의 주요 유형은 알파 지중해빈혈 과 베타 지중해빈혈이다.
헤모글로빈 단백질의 이상을 유발하는 일부 조건도 헤모글로빈 단백질 생산에 영향을 미치기 때문에 두 조건이 겹칠 수 있다. 일부 헤모글로빈 변이체는 병리학이나 빈혈을 일으키지 않으므로 종종 혈색소병증으로 분류되지 않는다.

## 헤모글로빈 구조 생물학
정상적인 인간 헤모글로빈은 2쌍의 글로빈 사슬로 구성된 4량체 단백질이며, 각각은 하나의 알파 유사(α-유사) 사슬과 하나의 베타-유사(β-유사) 사슬을 포함한다. 각 글로빈 사슬은 철 함유 헴 모이어티와 연결되어 있다. 일생 동안 알파 유사 및 베타 유사(비알파 유사라고도 함) 사슬의 합성은 균형을 이루어 비율이 상대적으로 일정하고 두 유형 모두 과도하지 않다.
- 배아 Hb는 배아 발생 4주에서 6주 정도에 발현되며, 태아 Hb로 대체되면서 임신 8주 경에 사라진다.[7][8] 배아 Hbs는 다음을 포함한다:
  - Hb Gower-1, 2개의 ζ 글로빈(제타 글로빈)과 2개의 ε 글로빈(엡실론 글로빈)으로 구성(ζ2ε2)
  - 2개의 알파 글로빈과 2개의 엡실론 글로빈으로 구성된 Hb Gower-2(α2ε2)
  - 2개의 제타 글로빈과 2개의 감마 글로빈으로 구성된 Hb Portland(ζ2γ2)
- 태아 Hb (Hb F)는 임신 약 8주부터 출생까지 생성되며 만삭 신생아에서 Hb의 약 80%를 구성한다. 생후 첫 몇 개월 동안 감소하고 정상 상태에서 유아기에는 총 Hb의 1% 미만을 차지한다. Hb F는 2개의 알파 글로빈과 2개의 감마 글로빈(α2γ2)으로 구성된다.
- 성인 Hb( Hb A )는 생후 6개월 이상의 소아에서 주된 Hb이다. 혈색소병증이 없는 개인의 총 Hb의 96-97%를 구성한다. 2개의 알파글로빈과 2개의 베타글로빈(α2β2)으로 구성되어 있다.
- Hb A2는 일반적으로 생후 6개월 이후부터 전체 Hb의 약 2.5-3.5%를 차지하는 미성년자 성체 Hb이다. 2개의 알파글로빈과 2개의 델타글로빈(α2δ2)으로 구성되어 있다.

## 혈색소병증의 분류

### 가) 질적

#### 구조적 이상
Hb 변이체: Hb 구조적 변이체는 Hb 분자의 구조(1차, 2차, 3차 및 4차)의 변화를 일으키는 정성적 결함이다. 대부분의 Hb 변이체는 질병을 일으키지 않으며 가장 일반적으로 우연히 또는 신생아 선별검사를 통해 발견된다. Hb 변이의 하위 집합은 다른 구조적 변이 또는 지중해빈혈 돌연변이와 함께 동형 접합 또는 복합 이형 접합 상태로 유전될 때 심각한 질병을 유발할 수 있다. 임상 결과가 발생하면 용혈로 인한 빈혈이나 비정상적인 Hb의 산소 친화도 변화로 인한 적혈구 증가증이 포함될 수 있다. 용혈과 관련된 헤모글로빈 변이체의 일반적인 예에는 낫형 Hb(Hb S) 및 Hb C가 포함된다. Hb 변이체는 일반적으로 단백질 기반 분석 방법으로 검출할 수 있다. 그러나 단백질 분석에서 모호하거나 비정상적인 결과가 있는 변이체에는 DNA 기반 방법이 필요할 수 있다.
- 물리적 특성의 변화(용해도): 일반적인 베타 글로빈 돌연변이는 Hb 분자의 용해도를 변경할 수 있다. Hb S는 탈산소화될 때 중합되고 Hb C는 결정화된다.[9]
- 감소된 단백질 안정성(불안정성): 불안정한 Hb 변이체는 자발적으로 또는 산화 스트레스에 따라 Hb 분자가 침전되도록 하여 용혈성 빈혈을 유발하는 돌연변이이다. 침전되고 변성된 Hb는 적혈구(RBC) 원형질막의 내부 층에 부착되어 하인즈 소체를 형성할 수 있다.[10]
- 산소 친화도의 변화: 산소 친화도가 높거나 낮은 Hb 분자는 정상보다 각각 이완(R, oxy) 상태 또는 긴장(T, deoxy) 상태를 채택할 가능성이 더 높다. 높은 산소 친화도 변이체(R 상태)는 적혈구증가증을 유발한다(예: Hb Chesapeake, Hb Montefiore). 낮은 산소 친화도 변이체는 청색증을 유발할 수 있다(예: Hb Kansas, Hb Beth Israel).[11]
- 헴 철의 산화: 헴 결합 부위의 돌연변이, 특히 보존된 근위 또는 원위 히스티딘 잔기에 영향을 미치는 돌연변이는 헴의 철 원자가 제1철(Fe2+) 상태에서 제2철(Fe3+) 상태로 산화되는 M-헤모글로빈을 생성할 수 있다.[11]

#### 화학적 이상
- 메트헤모글로빈혈증 :
  - 혈액 내 메트헤모글로빈 수치 상승으로 인한 상태. 메트헤모글로빈은 철의 제2철 [Fe 3+ ] 형태를 포함하는 Hb 형태이다. 제2철의 산소 친화력이 손상된다. 메트헤모글로빈에 대한 산소의 결합은 동일한 4량체 헤모글로빈 단위 내에서 철 상태에 있는 나머지 헴 부위에서 산소에 대한 친화도를 증가시킨다 .

### 나) 양적

#### 생산 이상

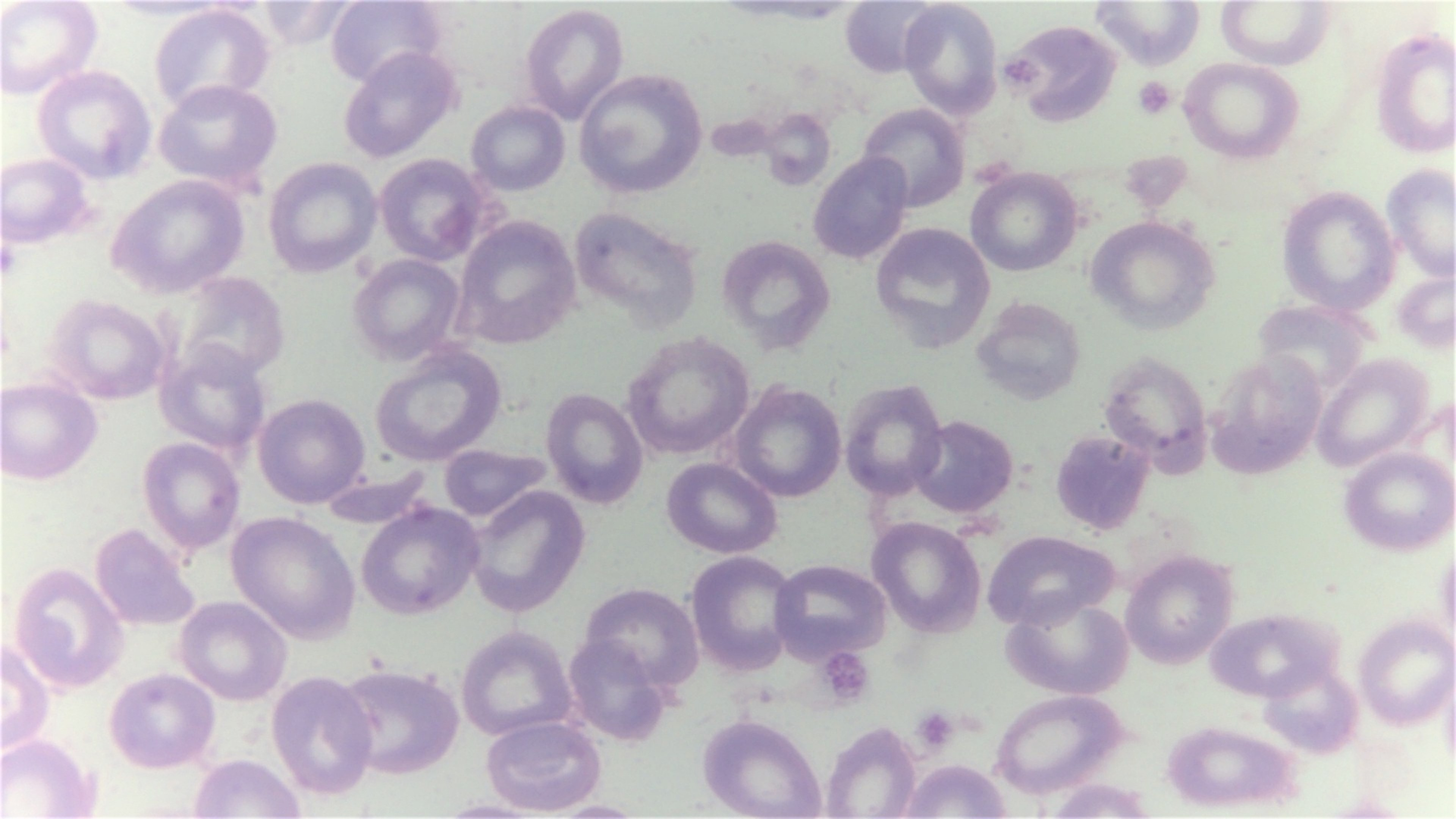
베타 지중해빈혈 환자의 적혈구

복제 수 변이(예: 결실, 복제, 삽입)도 Hb 장애의 일반적인 유전적 원인이며 복잡한 재배열 및 글로빈 유전자 융합도 발생할 수 있다.
- 지중해빈혈 : 지중해 빈혈은 한 유형의 글로빈 사슬 수준을 감소시켜 알파 유사 사슬과 베타 유사 사슬의 비율에 불균형을 초래하는 양적 결함이다. 위에서 언급했듯이 이 비율은 일반적으로 한 유형의 과도한 글로빈 사슬이 축적되는 것을 방지하기 위해 엄격하게 조절된다. Hb에 통합되지 않는 과잉 사슬은 RBC 내에서 침전되는 비기능적 응집체를 형성한다. 이것은 골수(베타 지중해빈혈) 및 말초혈액(알파 지중해빈혈)에서 조기 적혈구 파괴로 이어질 수 있다. 유형:
  - 알파
  - 베타(주)
  - 베타(부)

## 헤모글로빈 변이체
헤모글로빈 변이가 반드시 병리학적인 것은 아니다. 예를 들어, 헤모글로빈 발레타와 헤모글로빈 마르세유는 두 가지 헤모글로빈 변이체로 비병리적이다.
- HbS
- HbC
- HbE
- Hb 바트의
- Hb D-펀자브
- HbO ( Hb O-아랍 )
- Hb G-필라델피아
- Hb H
  - Hb 상수 스프링
- Hb 하샤론
- 헤모글로빈 케냐[12]
- Hb 콜레부
- Hb 레포어
- Hb 엠
- Hb 캔자스[13][14]
- Hb J
- Hb N-볼티모어
- Hb 호프
- Hb 피사

## 전기영동 이동 패턴
헤모글로빈 변이체는 겔 전기영동으로 검출할 수 있다.

### 알칼리 전기영동
일반적으로 알칼리 전기영동에서는 이동도가 높은 순서대로 헤모글로빈 A2, E=O=C, G=D=S=Lepore, F, A, K, J, Bart's, N, I, H가 있다.
일반적으로 S 위치로 이동하는 비정상적인 헤모글로빈에 대해 겸상 검사를 수행하여 헤모글로빈이 아황산수소나트륨 용액에 침전되는지 확인한다.

### 산성 전기영동
일반적으로 산성 전기영동에서는 이동도가 높은 순서대로 헤모글로빈 F, A=D=G=E=O=Lepore, S, C가 있다.
이것이 이 두 가지 방법을 사용하여 비정상적인 헤모글로빈 변이체를 분리하고 식별하는 방법이다. 예를 들어, Hgb G-Philadelphia는 알칼리 전기영동에서 S와 함께 이동하고 산성 전기영동에서 각각 A로 이동한다.

## 진화
일부 혈색소병증(및 포도당-6-인산 탈수소효소 결핍증과 같은 관련 질병)은 특히 말라리아가 풍토병인 지역에서 이형 접합체 에 진화론적 이점을 제공한 것으로 보이다. 말라리아 기생충은 적혈구 안에 살지만 정상적인 세포 기능을 미묘하게 방해한다. 적혈구가 빠르게 제거되는 경향이 있는 환자에서 이는 기생충에 감염된 세포를 조기에 파괴하고 형질 보유자의 생존 기회를 증가시킬 수 있다.